# Cold Spring Harbor
Cold Spring Harbor är ett album av Billy Joel, utgivet 1971. Albumet var Joels första och har mycket inslag av akustiska instrument.
Albumet Cold Spring Harbor spelades in i juli 1971 i The Record Plant West i Los Angeles, förutom sångerna "Why Judy Why" och "You Look So Good to Me" som spelades in i Ultrasonic Recording Studios i Hempstead, New York.
Albumet har uppkallats efter orten Cold Spring Harbor i Suffolk County på Long Island.

## Låtlista
Samtliga låtar skrivna av Billy Joel.
1. "She's Got a Way" - 2:55
2. "You Can Make Me Free" - 2:58
3. "Everybody Loves You Now" - 2:49
4. "Why Judy Why" - 2:56
5. "Falling of the Rain" - 2:42
6. "Turn Around" - 3:07
7. "You Look So Good to Me" - 2:28
8. "Tomorrow Is Today" - 4:41
9. "Nocturne" - 2:53
10. "Got to Begin Again" - 2:53